# William Alfred Fowler
William Alfred Fowler (Pittsburgh, 9. kolovoza 1911. – Pasadena, 14. ožujka 1995.), američki astrofizičar. Doktorirao (1936.) na Kalifornijskom tehnološkom institutu Caltech u Pasadeni, gdje je bio kasnije profesor (od 1939. do 1985.). Bavio se nuklearnom fizikom zvijezda. Otkrio povezanost razvoja zvijezda i nastajanja težih kemijskih elemenata od lakših elemenata. Za doprinos poznavanju nuklearnih reakcija i sinteze kemijskih elemenata u zvijezdama 1983. dobio Nobelovu nagradu za fiziku (sa Subrahmanianom Chandrasekharom).

## Nuklearna fuzija
Oslobađanje nuklearne energije ne vrši se samo nuklearnom fisijom, to jest cijepanjem atoma, nego i nuklearnom fuzijom, to jest sjedinjavanjem atomskih jezgara. Nuklearna fuzija je proces koji se stalno zbiva na Suncu. Njegova energija nije ništa drugo nego nuklearna energija koja nastaje sjedinjavanjem dvaju protona (dva atoma vodika) u helij. 
Spektralnom analizom je utvrđeno da na Suncu postoje svi laki kemijski elementi, a naročito vodik i helij. Kako u unutrašnjosti Sunca postoji temperatura od oko 20 milijuna stupnjeva Celzijusa (°C), to su kod tako visoke temperature svi atomi potpuno ionizirani, to jest lišeni svojih elektrona. Znači da kod ove visoke temperature postoje na Suncu čisti protoni, to jest jezgre atoma vodika, i da imaju veliku brzinu, a time i kinetičku energiju. Iako između protona postoje odbojne sile jer imaju pozitivne naboje, ipak se oni, zbog svoje velike brzine, sjedinjavaju, pa dolazi do nuklearne fuzije i nastaju atomi helija. Pri tom se oslobodi velika količina nuklearne energije na račun gubitka (defekta) mase. Naime, atomska masa helija je 4,003 86, dok je zbroj dviju atomskih masa protona i dviju atomskih masa neutrona 2∙1,008 13 + 2∙1,008 94 = 4,034 14. Razlika tih masa 4,034 14 - 4,003 86 = 0,030 28 je gubitak mase koji se oslobodio u obliku energije. Takva energija koja nastaje fuzijom nukleona u jezgru nekog kemijskog elementa zove se nuklearna energija vezanja i ona u tom slučaju iznosi:
{\displaystyle E=\mathrm {0,030\,28\cdot 931\,MeV} =\mathrm {28,8\,MeV} }
Dakle, kod svakog stvaranja helijeve jezgre nastaje energija od 28,8 MeV. Na račun tog nuklearnog procesa stvara se velika količina Sunčeve energije koju Sunce isijava u prostor, a da se pri tom ne hladi. Nuklearna fuzija može se vršiti samo kod visoke temperature, pa se zato takav proces zove termonuklearna reakcija. Razlika između fuzije i fisije je u tome, što kod fuzije nema lančane reakcije. 
Na osnovu nuklearne fuzije sagrađena je vodikova ili H bomba. U toj bombi vrši se fuzija jezgre teškog vodika deuterija 2H i tricija 3H, pa nastaje jezgra helija 4He i neutron 1n, to jest:
{\displaystyle \mathrm {_{1}^{2}H+_{1}^{3}H\rightarrow _{2}^{4}He+_{0}^{1}n} }
Visoka temperatura potrebna za izvršenje termonuklearne reakcije, stvara se nuklearnom fisijom koja se također zbiva u vodikovoj bombi.